# Jander Heil
Jander Heil (* 20. April 1997) ist ein estnischer Leichtathlet, der sich auf das Kugelstoßen spezialisiert hat.

## Karriere
Erste internationale Erfahrungen sammelte Jander Heil beim Europäischen Olympischen Jugendfestival (EOYF) 2013 in Utrecht, bei dem er im mit dem 1,5-kg-Diskus mit einer Weite von 46,48 m den zehnten Platz belegte. 2015 schied er bei den Junioreneuropameisterschaften in Eskilstuna ohne einen gültigen Versuch in der Kugelstoßqualifikation aus, wie auch bei den U20-Weltmeisterschaften im Jahr darauf in Bydgoszcz. Auch im Diskuswurf reichten dort 53,19 m nicht für den Finaleinzug. 2017 schied er bei den U23-Europameisterschaften ebendort mit 16,01 m im Kugelstoßen in der Qualifikation aus und zwei Jahre später wurde er bei den U23-Europameisterschaften in Gävle mit 18,39 m Neunter. 2023 wurde er bei der 2. Liga der Team-Europameisterschaft im Rahmen der Europaspiele in Chorzów mit 18,87 m Siebter und im Jahr darauf verpasste er bei den Europameisterschaften in Rom mit 19,14 m den Finaleinzug.
In den Jahren von 2020 bis 2023 wurde Heil estnischer Meister im Kugelstoßen im Freien sowie von 2019 bis 2023 auch in der Halle.

## Persönliche Bestleistungen
- Kugelstoßen: 19,81 m, 18. August 2020 in Tallinn
- Diskuswurf: 51,82 m, 27. Mai 2017 in Valmiera